# Grand Prix Izola 2016
La 3e édition du Grand Prix Izola a eu lieu le 28 février 2016. La course fait partie du calendrier UCI Europe Tour 2016 en catégorie 1.2.
L'épreuve a été remportée lors d'un sprint à quatre coureurs par le Slovène Jure Golčer (Adria Mobil) qui s'impose respectivement devant les Autrichiens Markus Eibegger (Felbermayr Simplon Wels) et Markus Freiberger (Tirol) qui termine à deux secondes du duo.

## Présentation

### Équipes
Classé en catégorie 1.2 de l'UCI Europe Tour, le Grand Prix Izola est par conséquent ouvert aux équipes continentales professionnelles slovènes, aux équipes continentales professionnelles étrangères dans la limite de deux, aux équipes continentales, aux équipes nationales et aux équipes régionales et de clubs.
Vingt-six équipes participent à ce Grand Prix Izola - une équipe continentale professionnelle, dix-sept équipes continentales, trois équipes nationales et cinq équipes régionales et de clubs :
| Équipe continentale professionnelle | Équipe continentale professionnelle | Équipe continentale professionnelle |
| Nom de l'équipe                     | Pays                                | Code                                |
| ----------------------------------- | ----------------------------------- | ----------------------------------- |
| CCC Sprandi Polkowice               | Pologne                             | CCC                                 |

| Équipes continentales     | Équipes continentales | Équipes continentales |
| Nom de l'équipe           | Pays                  | Code                  |
| ------------------------- | --------------------- | --------------------- |
| Adria Mobil               | Slovénie              | ADR                   |
| Amplatz-BMC               | Autriche              | AMP                   |
| Cycling Academy           | Israël                | CAT                   |
| Felbermayr Simplon Wels   | Autriche              | RSW                   |
| Giant Scatto U23          | Danemark              | GSU                   |
| GM Europa Ovini           | Italie                | GME                   |
| Hrinkow Advarics Cycleang | Autriche              | HAC                   |
| Klein Constantia          | Tchéquie              | KLC                   |
| Meridiana Kamen           | Croatie               | MKT                   |
| Minsk CC                  | Biélorussie           | MCC                   |
| Radenska Ljubljana        | Slovénie              | RAR                   |
| SKC Tufo Prostějov        | Tchéquie              | SKC                   |
| Synergy Baku Project      | Azerbaïdjan           | BCP                   |
| Tirol                     | Autriche              | TIR                   |
| Vorarlberg                | Autriche              | VOL                   |
| Whirlpool-Author          | Tchéquie              | WHI                   |
| WSA-Greenlife             | Autriche              | WSA                   |

| Équipes nationales                     | Équipes nationales | Équipes nationales |
| Nom de l'équipe                        | Pays               | Code               |
| -------------------------------------- | ------------------ | ------------------ |
| Équipe nationale de Bosnie-Herzégovine | Bosnie-Herzégovine | BIH                |
| Équipe nationale de Russie             | Russie             | RUS                |
| Équipe nationale de Serbie             | Serbie             | SRB                |

| Équipes régionales et de clubs | Équipes régionales et de clubs | Équipes régionales et de clubs |
| Nom de l'équipe                | Pays                           | Code                           |
| ------------------------------ | ------------------------------ | ------------------------------ |
| Friuli                         | Italie                         | -                              |
| KK Grega Bole Bled             | Slovénie                       | -                              |
| Metalac Kraljevo CCN Quick     | Serbie                         | -                              |
| Sava                           | Slovénie                       | -                              |
| Union Raiffeisen Tirol         | Autriche                       | -                              |

## Classements

### Classement final
| Classement final | Classement final  | Classement final | Classement final        | Classement final   |
|                  | Coureur           | Pays             | Équipe                  | Temps              |
| ---------------- | ----------------- | ---------------- | ----------------------- | ------------------ |
| 1er              | Jure Golčer       | Slovénie         | Adria Mobil             | en 3 h 45 min 48 s |
| 2e               | Markus Eibegger   | Autriche         | Felbermayr Simplon Wels | + 0 s              |
| 3e               | Markus Freiberger | Autriche         | Tirol                   | + 2 s              |
| 4e               | Radoslav Rogina   | Croatie          | Adria Mobil             | + 2 s              |
| 5e               | František Sisr    | Tchéquie         | Klein Constantia        | + 35 s             |
| 6e               | Iván García       | Espagne          | Klein Constantia        | + 35 s             |
| 7e               | Filippo Fortin    | Italie           | GM Europa Ovini         | + 35 s             |
| 8e               | Daniel Auer       | Autriche         | Felbermayr Simplon Wels | + 35 s             |
| 9e               | Jan Tratnik       | Slovénie         | Amplatz-BMC             | + 35 s             |
| 10e              | Josip Rumac       | Croatie          | Synergy Baku Project    | + 35 s             |
| modifier         |                   |                  |                         |                    |

### UCI Europe Tour
Ce Grand Prix Izola attribue des points pour l'UCI Europe Tour 2016, par équipes seulement aux coureurs des équipes continentales professionnelles et continentales, individuellement à tous les coureurs sauf ceux faisant partie d'une équipe ayant un label WorldTeam.
| Position           | 1er | 2e | 3e | 4e | 5e | 6e | 7e | 8e à 10e |
| Classement général | 40  | 30 | 25 | 20 | 15 | 10 | 5  | 3        |

## Liste des participants
- Liste de départ complète